# Basilique San Miniato al Monte
Ne doit pas être confondu avec Cathédrale de San Miniato.
La basilique San Miniato al Monte, située dans le quartier de l'Oltrarno, à Florence, en Toscane (Italie), est une basilique élevée en hommage au premier martyr de la ville, saint Miniat, enseveli à cet emplacement au IIIe siècle, lieu que Charlemagne visita lors d'un pèlerinage.
Depuis 1373, ce monument est devenu une église et un couvent d'olivétains.

## L'église

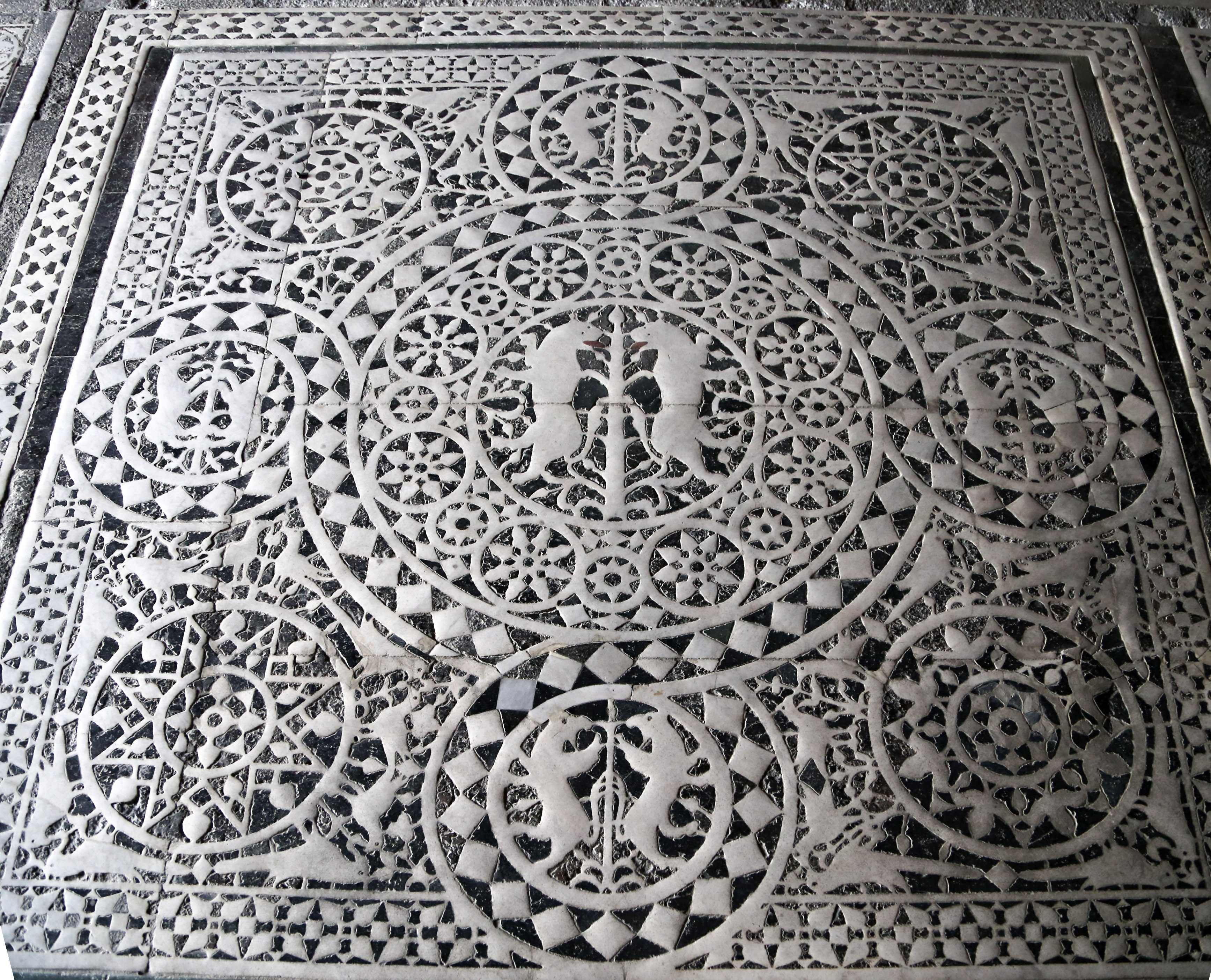
Détail du pavement de l'église en opus sectile roman du XIIe siècle en marbre blanc dans un fond de marbre vert de Prato.

Il s'agit d'une église romane à plan basilical, à trois nefs et monastère, qui a remplacé la chapelle initiale en 1018 sur les ordres de l'évêque Hildebrand pour célébrer le premier martyr de Florence, Miniat. 
La façade en marbre blanc de Carrare et en serpentinite verte (ou marbre vert de Prato) comporte une mosaïque sur fond d'or, du XIIe siècle, dans laquelle sont rassemblés la Vierge, le Christ et saint Miniat. L'aigle d'or de la corporation florentine Calimala trône au sommet.
Elle inspira Alberti pour l'achèvement du revêtement des façades de Santa Maria Novella, basilique dont la Santa Croce, (la façade de laquelle fut dessinée par Niccolò Matas en 1863), tout comme la cathédrale Santa Maria del Fiore, (dont le projet de pose de marbre polychrome en façade date de la reprise des travaux par Francesco Talenti puis Giovanni di Lapo Ghini à partir de 1349), "descendent en droite ligne".
Mais l'originalité de San Miniato réside dans les colonnes de la nef, qui viennent d'édifices romains, son délicat pavement du XIIe siècle en partie en opus sectile de marbre et inspiré du zodiaque, et sa charpente en bois polychrome.
Les bas-côtés comportent des fresques du XVe siècle.
La chapelle du Crucifix, le ciborium, au fond de la nef, est construite en 1448 par Michelozzo pour y accueillir le crucifix miraculeux de Jean Gualbert, fondateur de l'ordre des Vallombrosiens.
Les voûtes sont décorées de terres cuites émaillées de Luca della Robbia et les portes du tabernacle, de 1396, sont d'Agnolo Gaddi.
Dans le bas-côté gauche, la chapelle du cardinal de Portugal, réalisée par Antonio Manetti entre 1459 et 1466, comporte le tombeau de Jacques de Portugal, mort en 1459 à Florence et neveu du roi Alphonse de Portugal, et des fresques d'Alesso Baldovinetti, de 1466-1467 : Les Prophètes, Les Évangélistes, L’Annonciation.
La voûte de l'abside expose un Christ pantocrator en mosaïque. On y voit les quatre figures du Tétramorphe accompagnées de saint Miniat.
La crypte à 7 nefs, du XIe siècle, dédiée aux reliques du saint, est en partie recouverte de vestiges de fresques de Taddeo Gaddi datant de 1341.
La sacristie est couverte de fresques de la Vie de saint Benoît de Spinello Aretino (1387).
Figure également un retable à pinacle de Jacopo di Casentino : San Miniato e Otto storie della sua Vita (1320).

Fresques de l'intérieur.
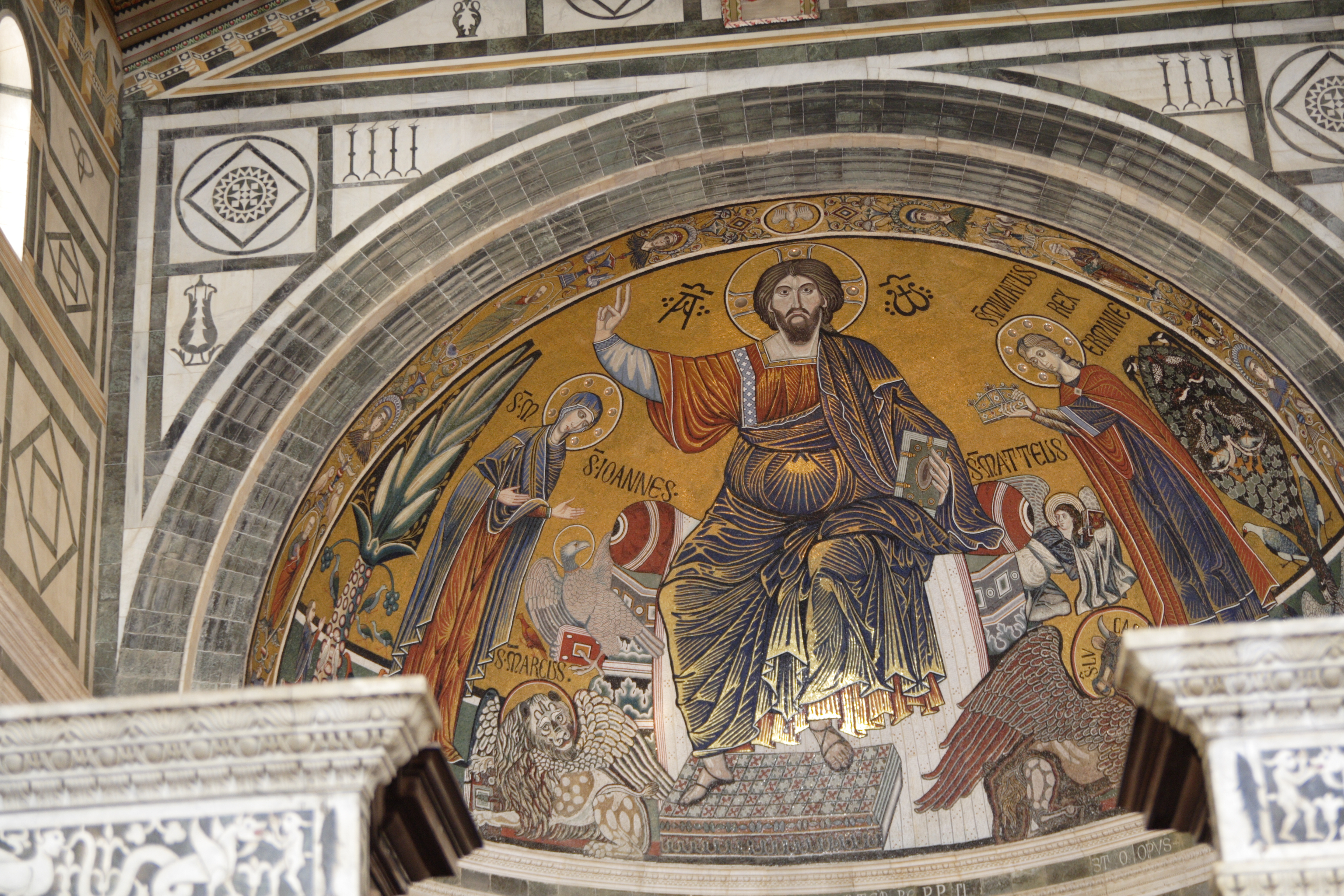
Mosaïque de l'abside, le Christ pantocrator.
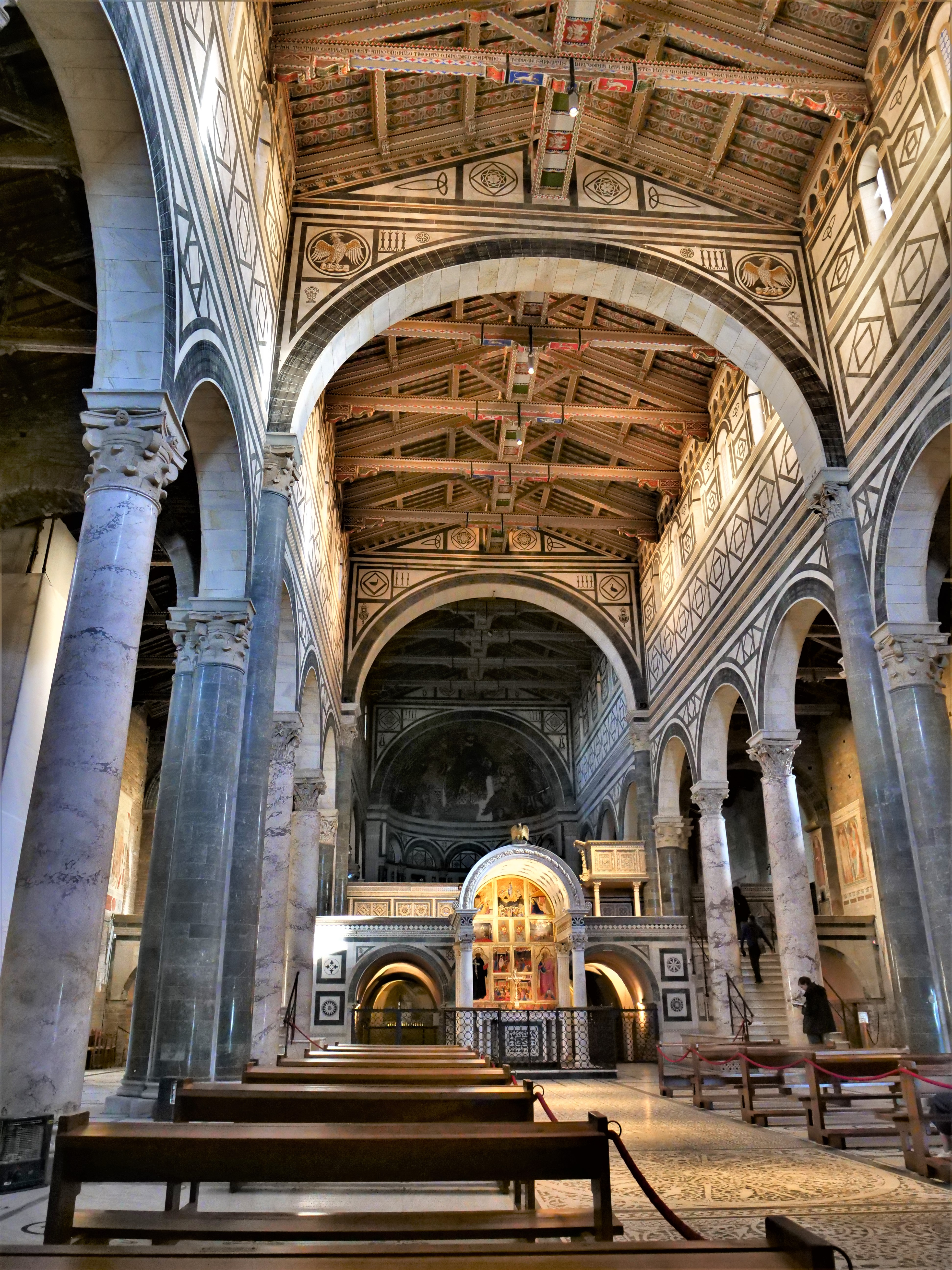
La nef.
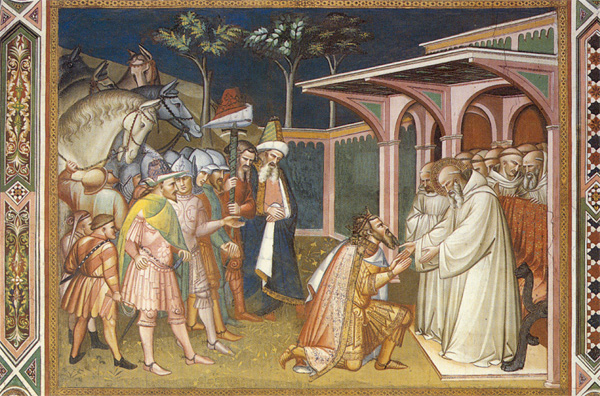
Une des scènes de la vie de saint Benoît, par Spinello Aretino.

## Extérieurs
- Le campanile est plus récent et date de 1518, construit sur les plans de Baccio d'Agnolo, mais demeuré inachevé.
- Le palais des Évêques, Palazzo dei Vescovi, qui date de 1295, était leur résidence d'été avant de devenir une maladrerie.
- Dans le cloître à deux étages, vestiges de fresques de la vie de saint Benoît par Paolo Uccello ou l'un de ses élèves.
- Le cimetière monumental, Cimitero delle Porte Sante, qui date de 1369, est entouré des restes d'une enceinte fortifiée de Michel-Ange, de 1530.
- Panorama prestigieux sur la ville, symétrique de celui de Fiesole.

Vues de l'extérieur.
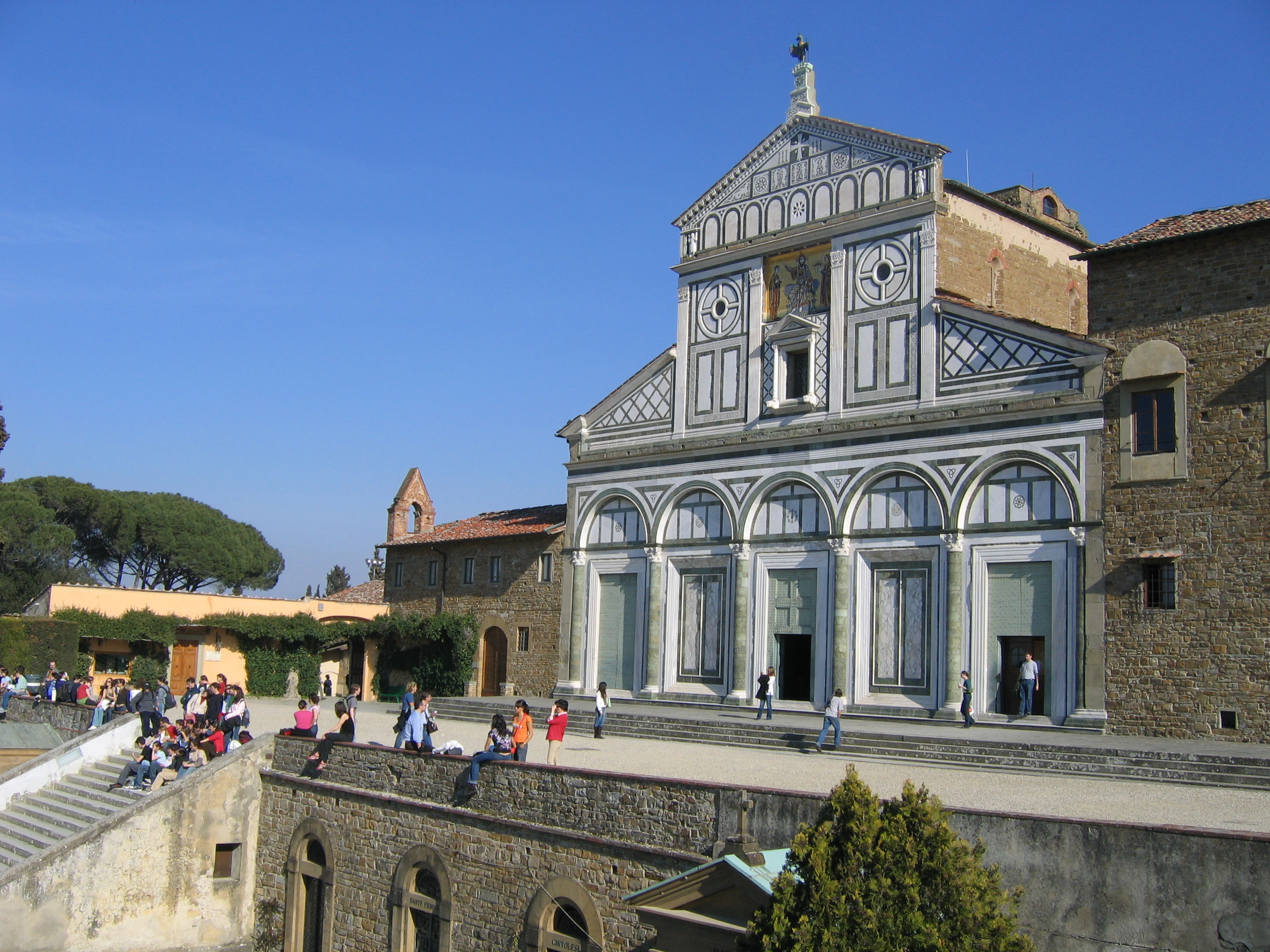
La terrasse devant l'entrée.
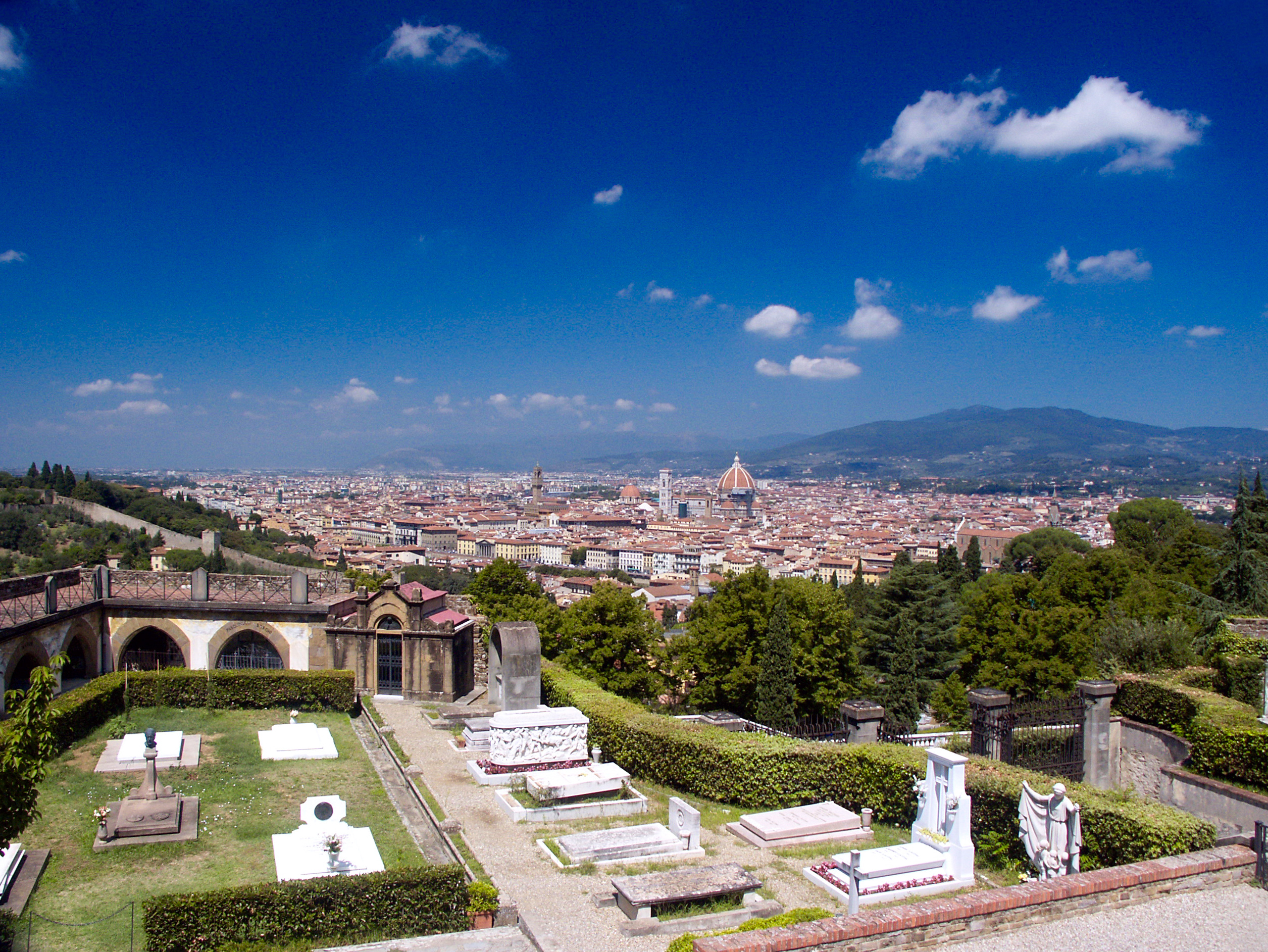
Le cimetière.
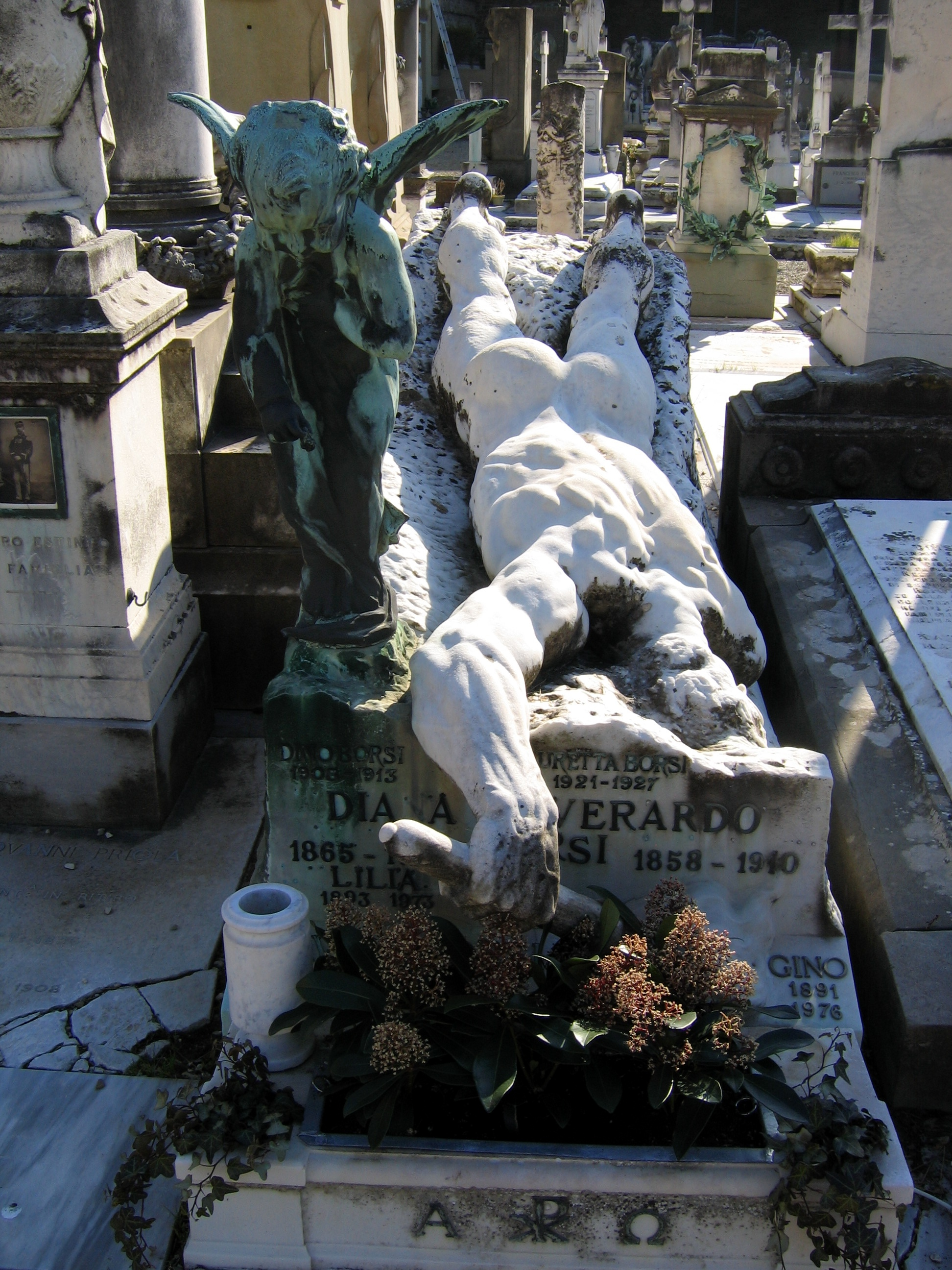
Sculptures funéraires
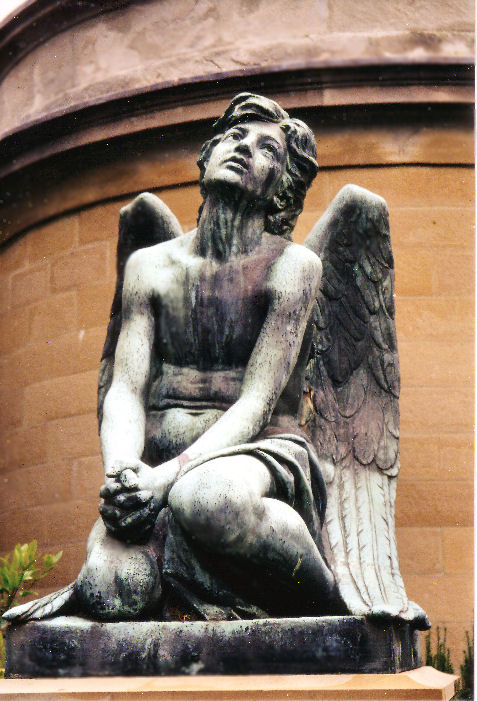

## Cimetière des Portes Saintes
Plusieurs personnalités y possèdent leur caveau familial dont Carlo Collodi dans le caveau familial des Lorenzini car c'est son patronyme exact.

## Faits marquants
Pour son film Obsession, sorti en 1976, Brian De Palma a tourné plusieurs scènes à l'extérieur de la basilique. En revanche, les scènes d'intérieur ont dû être tournées dans une autre église, faute d'autorisation.